# Chiến tranh La Mã – Parthia
Các cuộc chiến tranh La Mã – Parthia (Từ năm 66 TCN – 217) là một loạt các cuộc xung đột giữa đế quốc Parthia với người La Mã. Đây là chuỗi các cuộc xung đột đầu tiên của những gì sẽ là cuộc chiến tranh La Mã-Ba Tư kéo dài 719 năm.
Những cuộc xâm lược đầu tiên chống lại Parthia của cộng hòa La Mã đã bị đẩy lui, đáng chú ý là trong trận Carrhae (năm 53 TCN). Trong cuộc nội chiến La Mã của những người giải phóng vào thế kỷ 1 trước Công nguyên, người Parthia đã tích cực hỗ trợ Brutus và Cassius, xâm lược Syria, và giành được những vùng lãnh thổ ở vùng Cận Đông. Tuy nhiên, với việc chấm dứt cuộc nội chiến lần thứ hai của người La Mã đã mang đến một sự hồi sinh cho sức mạnh của người La Mã ở Tây Á.
Vào năm 113 , Hoàng đế La Mã Trajan đã tiến hành cuộc chinh phục phía đông và việc đánh bại người Parthia đã trở thành một ưu tiên chiến lược, ông đã thành công trong việc tàn phá kinh đô của Parthia, Ctesiphon, rồi đưa Parthamaspates của Parthia lên làm vị vua bù nhìn. Vị vua kế vị của Trajan, Hadrian sau đó đã đảo ngược chính sách của người tiền nhiệm, và có ý định thiết lập lại Euphrates như là giới hạn cho sự kiểm soát của La Mã. Tuy nhiên, trong thế kỷ thứ 2, chiến tranh trên khắp Armenia đã nổ ra một lần nữa vào năm 161, khi Vologases IV đánh bại người La Mã ở đó. Một cuộc phản công của người La Mã dưới sự chỉ huy của Statius Priscus đã đánh bại người Parthia ở Armenia và đưa một người tranh đoạt ngôi vị được họ ủng hộ ngồi lên ngai vàng Armenia, cùng với đó một cuộc xâm lược khác vào vùng Lưỡng Hà lên đến đỉnh điểm trong năm 165 với việc cướp phá Ctesiphon.
Trong năm 195, Hoàng đế Septimius Severus đã tiến hành một cuộc xâm lược vào vùng Lưỡng Hà, người La Mã đã chiếm đóng Seleucia, Babylon, và sau đó bị cướp phá Ctesiphon một lần nữa vào năm 197. Parthia cuối cùng đã sụp đổ nhưng không phải do bàn tay của người La Mã, mà lại dưới tay Ardashir I của nhà Sassanid, ông ta đã tiến vào thành Ctesiphon trong năm 226. Dưới thời Ardashir và những vị vua kế vị ông, cuộc chiến tranh Ba Tư-La Mã tiếp tục diễn ra giữa đế quốc Sassanid và Roma.

## Tham vọng phía Tây của Parthia
Sau khi giành chiến thắng trong các cuộc chiến tranh Seleucid-Parthia và sáp nhập một phần lớn đất đai của đế chế Seleukos, người Parthia bắt đầu tập trung vào việc bành trướng lãnh thổ về phía Tây. Những hành động bành trướng của người Parthia ở phía tây bắt đầu dưới triều đại của Mithridates I, và trong suốt triều đại của ông, nhà Arsaces đã thành công trong việc mở rộng quyền lực của họ vào Armenia và Lưỡng Hà. Đây là khởi đầu của một "vai trò quốc tế" cho đế quốc Parthia, một giai đoạn mà cũng đòi hỏi sự giao thiệp với Roma. Mithridates II đã tiến hành đàm phán với Sulla nhằm thiết lập một liên minh La Mã-Parthia nhưng không thành công (khoảng năm 105 TCN).
Sau năm 90 TCN, sức mạnh của Parthia đã bị suy giảm bởi những xung đột triều đại, trong khi cùng lúc đó, quyền lực của người La Mã ở Anatolia đã sụp đổ. Quan hệ La Mã-Parthia sau đó đã được khôi phục lại khi Lucullus xâm chiếm miền Nam Armenia và đánh bại Tigranes vào năm 69 TCN, tuy nhiên, một lần nữa không có thỏa thuận rõ ràng nào được thực hiện.

## Cộng hòa La Mã và Parthia
Khi Pompey nắm quyền phụ trách cuộc chiến tranh ở phía Đông, ông mở lại cuộc đàm phán với Phraates III, họ đã đi đến một thỏa thuận và quân đội của cả La Mã và Parthia đã xâm lược Armenia vào năm 66/65 TCN, nhưng ngay sau đó đã một tranh chấp phát sinh về biên giới sông Euphrates giữa Roma và Parthia. Pompey từ chối công nhận danh hiệu "Vua của các vị vua" cho Phraates, và đưa ra sự phân xử về tranh chấp giữa Tigranes và vua Parthia đối với Corduene. Cuối cùng, Phraates đã khẳng định lại sự thống trị của ông ta đối với vùng Lưỡng Hà, trừ các vùng phía tây của Osroene, mà đã trở thành một nước chư hầu của La Mã.
Vào năm 53 TCN, Crassus đã chỉ huy một cuộc xâm lược vào vùng Lưỡng Hà, với kết quả thảm khốc trong trận Carrhae, đây là thất bại tồi tệ nhất đối với người La Mã kể từ sau trận Cannae, Crassus và con trai ông, Publius, đã bị đánh bại và bị giết bởi một đội quân Parthia dưới quyền tướng Surena. Phần lớn lực lượng của ông giết hoặc bị bắt làm tù binh, trong số 42.000 người, khoảng một nửa đã tử trận, một phần trong số đó đã rút về được Syria, và phần còn lại trở thành tù binh chiến tranh Một năm sau, người Parthia đã phát động các cuộc đột kích vào Syria, và trong năm 51 TCN, thái tử Pacorus cùng tướng Osaces đã tiến hành một cuộc xâm lược lớn, nhưng quân đội của họ lại bị rơi vào một cuộc phục kích của người La Mã dưới quyền Cassius gần Antigonea và Osaces đã bị giết chết.
Trong cuộc nội chiến của Caesar, người Parthia đã không có hành động gì, nhưng họ vẫn duy trì quan hệ với Pompey. Sau khi Pompey thất bại và qua đời, một lực lượng dưới quyền Pacorus đã tới trợ giúp cho viên tướng của phe Pompey, Caecilius Bassus, người đã bị quân đội phe Caesar bao vây tại thung lũng Apamea. Với việc cuộc nội chiến kết thúc, Julius Caesar đã xây dựng kế hoạch cho một chiến dịch chống lại Parthia, nhưng vụ ám sát ông đã ngăn chặn cuộc chiến tranh. Trong cuộc nội chiến của những người giải phóng tiếp theo sau đó, người Parthia tích cực hỗ trợ Brutus và Cassius, và phái một đạo quân tới chiến đấu cho họ trong trận Philipii vào năm 42 TCN.

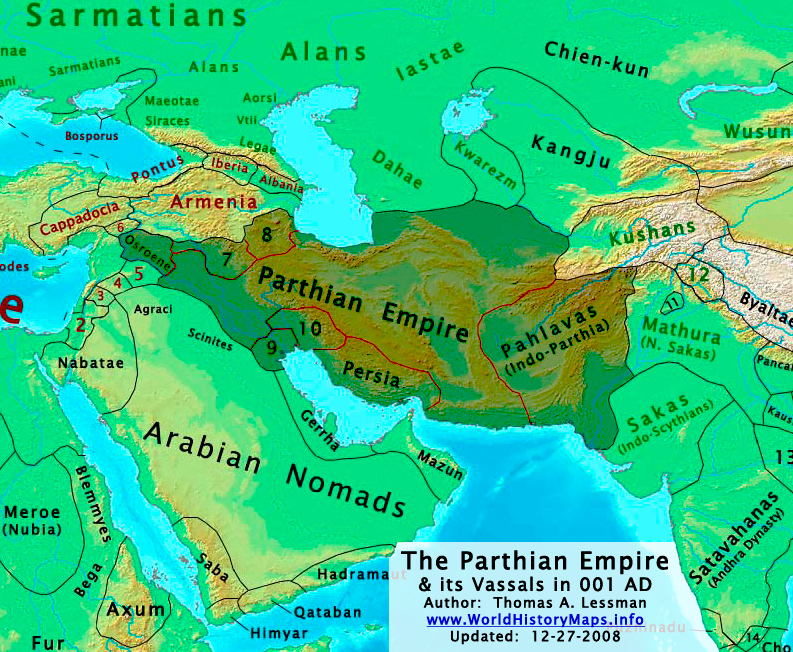
Parthia, its subkingdoms, and neighbors in 1 AD.

Sau thất bại này, người Parthia dưới sự chỉ huy của Pacorus lại tiếp tục xâm chiếm lãnh thổ của La Mã trong năm 40 TCN cùng chung với Quintus Labienus, một vị tướng La Mã trước kia ủng hộ Brutus và Cassius. Họ nhanh chóng tràn qua Syria, và đánh bại quân đội La Mã trong tỉnh, tất cả các thành phố bờ biển với ngoại lệ là thành Tyre đã đón nhận người Parthia. Pacorus sau đó tiến vào xứ Judea của nhà Hasmonea và lật đổ chính quyền chư hầu La Mã của vua Hyrcanus II rồi đưa người cháu trai của ông ta là Antigonus (40-37 TCN) lên thay thế.
Trong khi đó Marcus Antonius đã phái Ventidius tới chống lại Labienus vốn đang tấn công Anatolia. Labienius nhanh chóng đánh đuổi trở lại Syria bởi quân đội La Mã, và mặc dù các đồng minh Parthia của ông ta đã đến hỗ trợ, ông ta đã bị đánh bại, bị bắt làm tù binh và sau đó bị hành quyết. Sau khi phải đón nhận thêm một thất bại khác gần Cổng Syria, người Parthia rút khỏi Syria. Họ chỉ quay trở lại vào năm 38 TCN, nhưng đã bị Ventidius đánh bại hoàn toàn và bản thân Pacorus thì cũng tử trận. Ở Judea, Antigonus đã bị Herod lật đổ với sự giúp đỡ của người La Mã trong năm 37 TCN.
Sự kiểm soát của người La Mã đối với Syria và Judea đã được phục hồi, Marcus Antonius sau đó đưa một đội quân đông đảo tiến vào Azerbaijan, nhưng đoàn thiết bị công thành của ông và đội quân hộ tống của nó đã bị cô lập và bị xóa sổ, trong khi các đồng minh Armenia của ông ta lại đào ngũ. Không đạt được tiến triển nào trong việc chống lại các vị trí của người Parthia, người La Mã đã rút lui với tổn thất nặng nề. Trong năm 33 TCN, Antonius một lần nữa có mặt ở Armenia và thiết lập một liên minh với vua Media chống lại với cả Octavius và người Parthia, nhưng những mối bận tâm khác buộc ông ta phải rút, để lại toàn bộ khu vực nằm dưới sự kiểm soát của Parthia.

## Đế quốc La Mã và Parthia

### Những cuộc chiến tranh bất phân thắng bại
Dưới sự đe dọa của một cuộc chiến tranh sắp xảy ra giữa hai cường quốc, Gaius Caesar và Phraataces đã tạo ra một phác thảo thỏa hiệp giữa hai cường quốc trong năm 1 SCN. Theo thỏa thuận, Parthia tiến hành rút quân khỏi Armenia, và chấp nhận sự bảo hộ trên thực tế của La Mã đối với toàn bộ quốc gia này. Tuy nhiên, sự cạnh tranh quyền kiểm soát của La Mã-Ba Tư và ảnh hưởng ở Armenia tiếp tục suy giảm trong vài thập kỷ tới.
Với việc vua Parthia, Artabanus III, quyết định đưa người con trai mình, Arsaces, ngồi lên ngai vàng Armenia bỏ trống đã gây ra một cuộc chiến tranh với Roma vào năm 36 SCN. Artabanus III sau đó đã đạt được một đồng thuận chung với viên tướng La Mã, Lucius Vitellius, về việc từ bỏ tuyên bố của Parthia đối với phạm vi ảnh hưởng của họ ở Armenia. Một cuộc khủng hoảng mới đã nổ ra vào năm 58, khi người La Mã xâm chiếm Armenia sau khi vua Parthia Vologases I đưa người em trai Tiridates ngồi lên ngai vàng Armenia. Quân đội La Mã dưới quyền Corbulo đã lật đổ Tiridates và thay thế ông ta bằng một hoàng tử Cappadocia. Điều này buộc người Parthia phải tiến hành đáp trả và một loạt các chiến dịch bất phân thắng bại xảy ra ở Armenia ngay sau đó. Cuộc chiến tranh đã kết thúc vào năm 63, khi người La Mã đồng ý cho phép Tiridates và con cháu ông ta cai trị Armenia với điều kiện là họ được các hoàng đế La Mã ban cho vương quyền.

### Chiến tranh Parthia của Trajan
Một loạt các cuộc chiến tranh mới đã bắt đầu vào thế kỷ thứ 2, trong thời gian đó người La Mã luôn giữ thế thượng phong trước Parthia. Trong năm 113, hoàng đế La Mã Trajan quyết định rằng đây là thời điểm chín muồi để giải quyết "vấn đề phía Đông" một lần và mãi mãi bằng cách đánh bại hoàn toàn Parthia và sáp nhập Armenia, cuộc chinh phục của ông đánh dấu một sự thay đổi có chủ ý trong chính sách của La Mã đối với Parthia, và một sự thay đổi trọng tâm trong "chiến lược" của đế quốc.
Vào năm 114, Trajan xâm chiếm Armenia, sáp nhập nó thành một tỉnh La Mã, và giết chết Parthamasiris, người được đặt trên lên ngai vàng của Armenia bởi người họ hàng của ông ta, vua của Parthia, Osroes I. Năm 115, hoàng đế La Mã chiếm đóng miền bắc Lưỡng Hà và cũng sáp nhập nó vào Roma, cuộc chinh phục vùng đất này được coi là cần thiết. Tiếp đó người La Mã đánh chiếm kinh đô của Parthia, Ctesiphon, trước khi dong thuyền xuống hạ lưu đến Vịnh Ba Tư. Tuy nhiên, trong năm này cũng đã nổ ra các cuộc khởi nghĩa ở Palestine, Syria và phía bắc Lưỡng Hà, trong khi một cuộc khởi nghĩa lớn khác của người Do Thái nổ ra trong lãnh thổ La Mã, khiến cho nguồn lực của quân đội La Mã bị trải rộng ra một cách nghiêm trong. Trajan còn thất bại trong việc đánh chiếm Hatra, mà tránh được thất bại hoàn cho người Parthia. Lực lượng Parthia cũng đã tấn công các vị trí quan trọng và các đơn vị đồn trú La Mã tại Seleucia, Nisibis và Edessa đã bị cư dân địa phương đánh đuổi. Trajan sau đó đánh bại được quân khởi nghĩa ở vùng Lưỡng Hà, và đưa hoàng tử Parthia Parthamaspates lên làm vua chư hầu rồi rút về Syria. Trajan qua đời vào năm 117, trước khi ông có thể tiếp tục cuộc chiến tranh.

### Chính sách của Hadrianus và những cuộc chiến tranh bành trướng khác
Người kế vị của Trajan, Hadrianus, đã kịp thời đảo ngược chính sách của người tiền nhiệm. Ông đã quyết định rằng mối quan tâm của Roma là thiết lập lại Euphrates như là giới hạn đối với sự kiểm soát trực tiếp của nó, và sẵn sàng trở lại  status quo ante, với việc từ bỏ lãnh thổ của Armenia, Lưỡng Hà, và Adiabene, trao lại cho các vị vua trước đây của chúng cùng các vị vua chư hầu. Một lần nữa, ít nhất là trong nửa thế kỷ, Roma tránh hoạt động can thiệp vào phía đông của sông Euphrates.
Chiến tranh trên khắp Armenia nổ ra một lần nữa vào năm 161, khi Vologases I đánh bại người La Mã ở đó, chiếm Edessa và tàn phá Syria. Trong năm 163, người La Mã đã phản công dưới sự chỉ huy của Statius Priscus và đánh bại người Parthia ở Armenia rồi đưa một người tranh vị do họ ủng hộ lên làm vua của Armenia. Sang năm sau, Avidius Cassius bắt đầu một cuộc xâm lược vào vùng Lưỡng Hà, giành chiến thắng trong các trận chiến tại Dura-Europos và Seleucia rồi cướp phá Ctesiphon vào năm 165. Dịch bệnh, có thể là bệnh đậu mùa, mà đang càn quét Parthia lúc bây giờ lan sang quân đội La Mã, dẫn đến sự rút lui của họ.
Vào năm 195, hoàng đế Septimius Severus bắt đầu một cuộc xâm lược mới vào vùng Lưỡng Hà, và chiếm đóng Seleucia, Babylon, rồi sau đó cướp phá Ctesiphon một lần nữa vào năm 197. Các cuộc chiến tranh sau đó đã dẫn đến việc người La Mã giành lại khu vực phía bắc Lưỡng Hà, tới tận khu vực xung quanh Nisibis và Singara. Một cuộc chiến cuối cùng chống lại người Parthia đã được hoàng đế Caracalla tiến hành, ông đã cướp phá Arbela vào năm 216, nhưng sau khi ông bị ám sát, người kế nhiệm ông là Macrinus đã bị đánh bại bởi người Parthia gần Nisibis và đã phải bồi thường chiến phí.

### Sự trỗi dậy của nhà Sassanid
Đế quốc Parthia cuối cùng đã bị Ardashir I lật đổ khi ông tiến vào Ctesiphon trong năm 226. Nhà Sassanid đã tập trung quyền lực về trung ương nhiều hơn so với các triều đại Parthia. Cho đến khi nhà Sassanid lên nắm quyền, người La Mã vẫn chủ yếu là những kẻ xâm lược. Tuy nhiên, nhà Sassanid, vốn là người Ba Tư, đã quyết định xâm chiếm lại toàn bộ đất đai mà triều đại Achaemenid đã từng nắm giữ mà bây giờ đã bị mất. Chủ nghĩa dân tộc nhiệt thành của họ khiến cho họ trở thành kẻ thù tích cực hơn đối với người La Mã hơn người Parthia đã từng.